# Cimetière Sainte-Euphrosyne de Vilnius
Le cimetière Sainte-Euphrosyne de Vilnius est le cimetière orthodoxe le plus ancien de la ville, puisqu'il a été aménagé en 1796, quelques mois après le troisième partage de la Pologne à laquelle appartenait la ville. Il se situe dans un quartier sud de la capitale lituanienne.
Une église orthodoxe desservant le cimetière est construite en 1836. Elle est dédiée à sainte Euphrosyne de Polotsk. Une chapelle troglodyte en forme de grotte est construite en 1843 et dédiée à Tikhon de Zadonsk. L'église principale est agrandie en 1865 et la même année les architectes Tchapline et Rezanov construisent une chapelle militaire dédiée à saint Georges, en l'honneur des soldats et officiers russes tombés lors de la pacification de 1863 contre les Polonais. Aujourd'hui, elle est en cours de restauration. Le cimetière a été nationalisé en 1948, puis donné à la paroisse orthodoxe en 1990.
1 151 victimes pendant l'occupation allemande de 1942-1943 furent inhumées ici (que l'on n'a pu identifier que pour 382 d'entre elles). La plupart d'entre elles avaient été fusillées ou étaient mortes de leurs blessures. Il s'agissait de prisonniers soviétiques ou de civils accusés de terrorisme anti-allemand. Un mémorial sous forme de plaques de marbre fixées sur un mur a été édifié par la fédération de Russie en 1997, avec une stèle de granite noir surmontée d'une croix dans une niche, dont on peut lire l'inscription Souvenir éternel aux victimes du fascisme et des fusillés de 1942-1944. Ce monument a été restauré par l'ambassade de Russie en 2002.

## Personnalités
- Andreï Boukharski (1770-1833), sénateur et directeur des postes du gouvernement de Vilna, auteur littéraire.
- Anna Daragan (1806-1877), pédagogue et auteur de littérature enfantine
- Iakiv Holovatsky (1814-1888), historien et folkloriste
- Ioulian Kratchkovski (1840-1903), ethnographe, folkloriste et historien, père du linguiste soviétique traducteur du Coran, Ignati Kratchkovski (1883-1951)
- Pavel Koukolnik (1795-1884), historien, dramaturge, poète et professeur à l'université de Vilna
- Baron Vassili von Rothkirch (1819-1891), général russe d'origine germano-silésienne et écrivain
- Ivan Troutniov (1827-1912), peintre et fondateur de l'Académie d'art de Vilnius

## Galerie

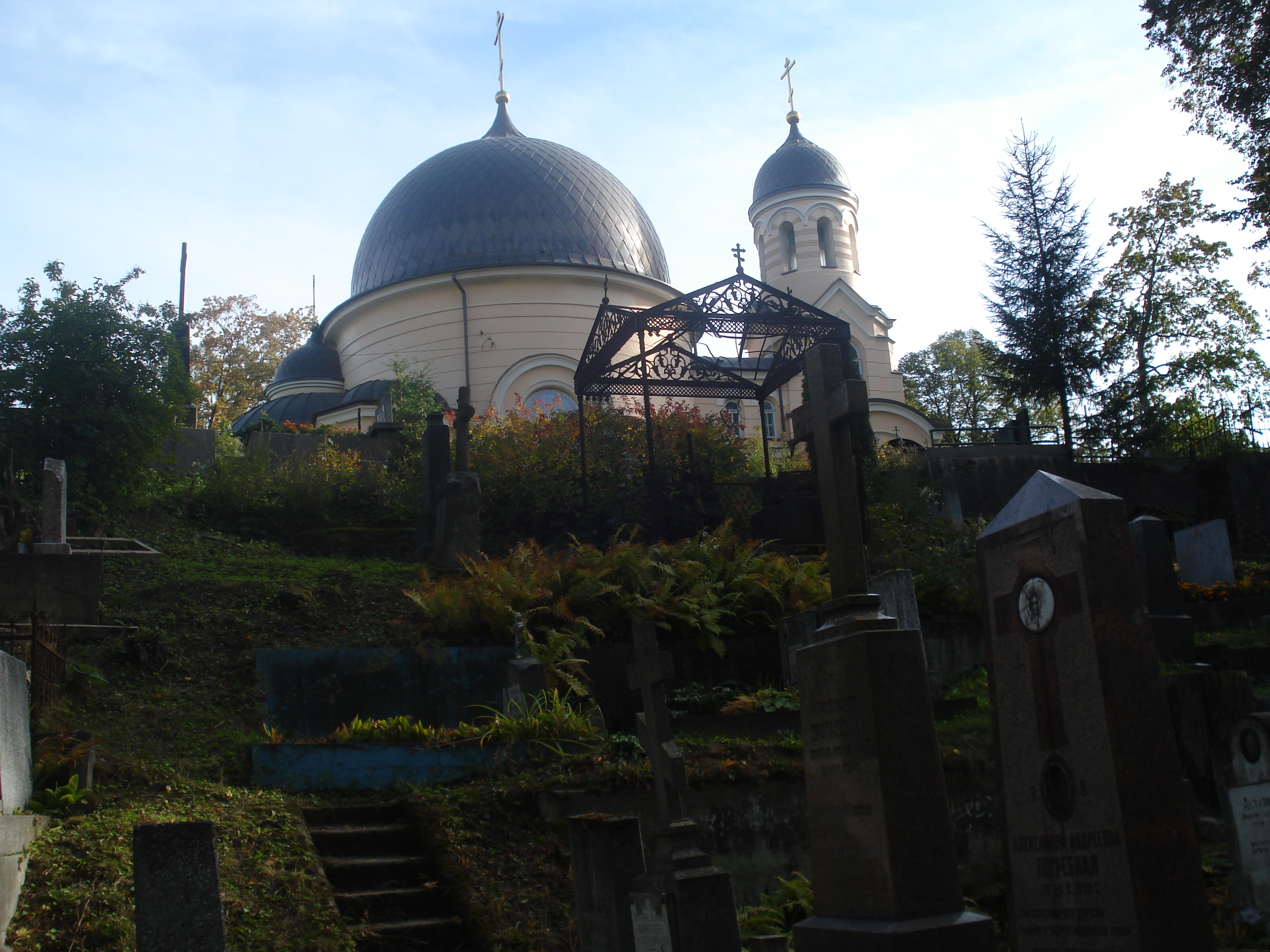
Vue du cimetière et de l'église Sainte-Euphrosyne.
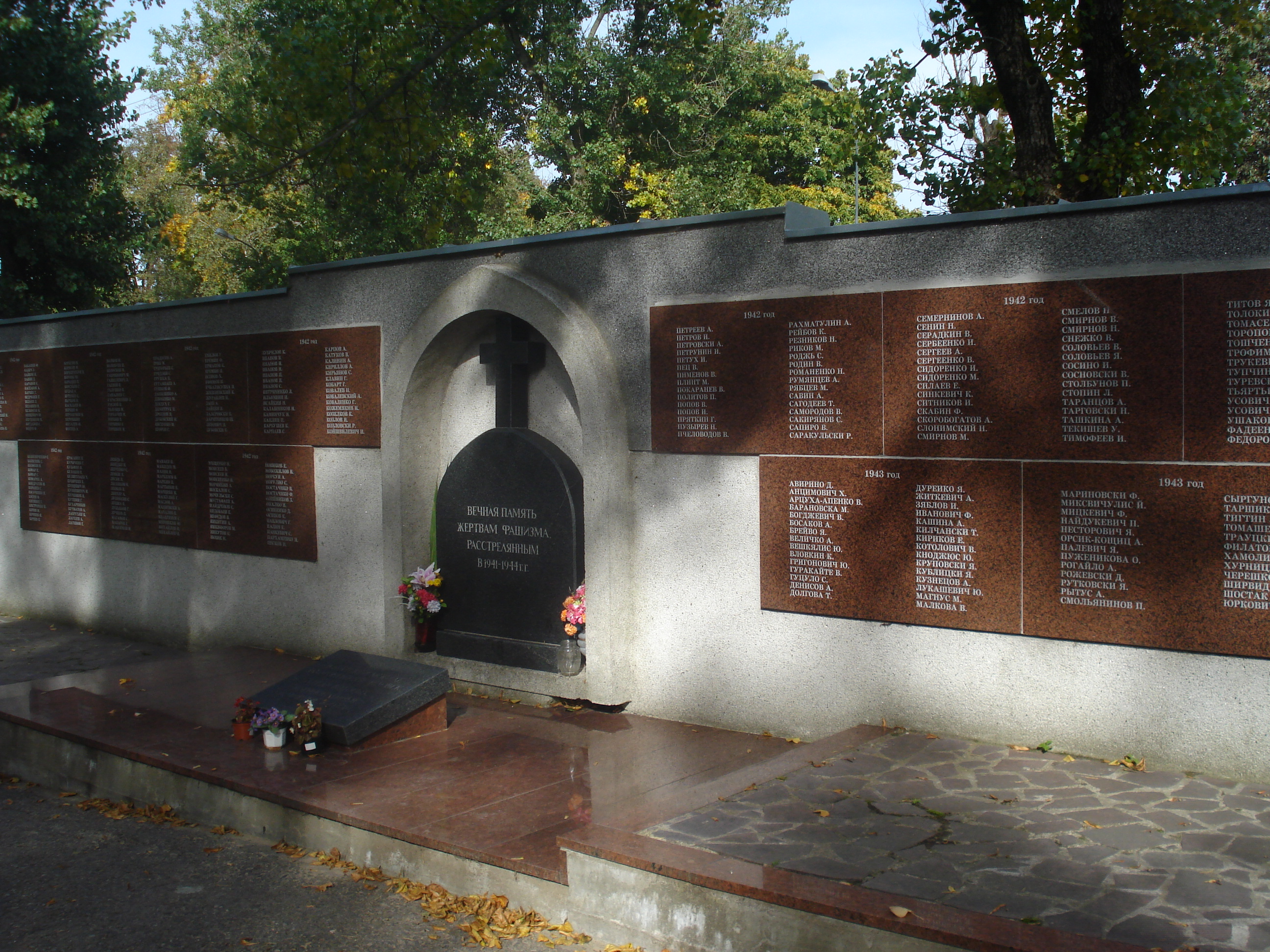
Mémorial des victimes de l'Occupation allemande
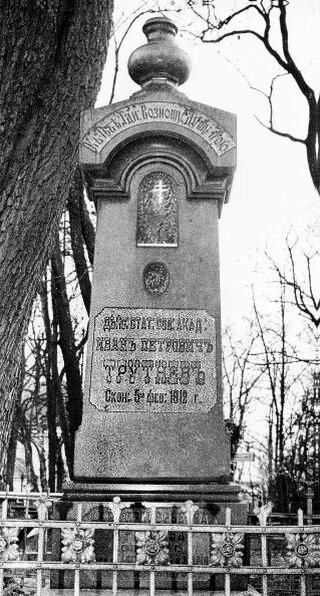
Tombe d'Ivan Troutniov